# Йохан Алойз II фон Йотинген-Йотинген и Йотинген-Шпилберг
Йохан Алойз II Нотгер Кресценц Вилибалд Йоахим Фридрих Геролдус фон Йотинген-Йотинген и Йотинген-Шпилберг (на немски: Johann Alois II Notger Crescenz Wilibald Joachim Friedrich Geroldus Fürst zu Oettingen-Oettingen u Oettingen-Spielberg; * 16 април 1758 в Швенди, Горна Швабия; † 27 юни 1797 в Нойбург на Дунав) е княз на Йотинген-Йотинген и Йотинген-Шпилберг.
Той е син на 3. княз Антон Ернст фон Йотинген-Шпилберг (1712 – 1768) и съпругата му графиня Мария Терезия Валпурга фон Валдбург-Цайл-Траухбург (1735 – 1789), дъщеря на фрайхер Фридрих Антон Марквард фон Валдбург, граф в Траухбург и Кислег (1700 – 1744) и графиня Мария Каролина фон Куенбург (1705 – 1782). Внук е на 1. княз Франц Албрехт фон Йотинген-Шпилберг (1663 – 1737) и фрайин Йохана Маргарета фон Швенди (1672 – 1727), наследничка на Швенди и Ахщетен. Той наследява чичо си 2. княз Йохан Алойз I фон Йотинген-Шпилберг (1707 – 1780).
Йохан Алойз II умира на 39 години на 27 юни 1797 г. в Нойбург на Дунав.

## Фамилия
Йохан Алойз II фон Йотинген-Йотинген и Йотинген-Шпилберг се жени на 21 април 1783 г. в Регенсбург за принцеса Хенрика Каролина фон Турн и Таксис (* ок. 1762, Регенсбург; † 25 април 1784), дъщеря на 4. княз Карл Анселм фон Турн и Таксис (1733 – 1805) и херцогиня Августа Елизабет фон Вюртемберг (1734 – 1787). Тя умира на ок. 22 години след раждането на син им:
- Карл Анселм Лудвиг Ойген Фридрих Крафт Франц, принц фон Йотинген-Йотинген и Йотинген-Шпилберг (* 18 април 1784; † 4 февруари 1786)

Йохан Алойз II фон Йотинген-Йотинген и Йотинген-Шпилберг се жени втори път на 7 май 1787 г. във Виена за Мария Алойзия Йозефа Антония Йохана Непомуцена Бенигна фон Ауершперг (* 21 ноември 1762; † 19 май 1825), дъщеря на княз Карл Йозеф Антон фон Ауершперг (1720 – 1800) и графиня Мария Йозефа Розалия Ернестина Франциска де Паула Йохана Непомуцена Лудовика фон Траутсон-Фалкенщайн (1724 – 1792). Те имат пет деца:
- Йохан Алойз III фон Йотинген-Йотинген и Йотинген-Шпилберг (* 9 май 1788, Йотинген; † 7 май 1855, Мюнхен), княз, баварски кралски кемерер и генерал-майор, женен на 31 август 1813 г. в Хохалтинген за княгиня Амалия Августа фон Вреде (* 15 януари 1796; † 11 септември 1871); имат четири деца
- Карл Фридрих Антон Йохан Нотгер фон Йотинген-Йотинген и Йотинген-Шпилберг (* 29 март 1790; † 30 октомври 1813, близо до Ханау в битка)
- Йозефа Йохана Тереза фон Йотинген-Йотинген и Йотинген-Шпилберг (* 24 юни 1791; † 24 април 1792)
- Фридрих Вилхелм Антон фон Йотинген-Йотинген и Йотинген-Шпилберг (* 20 май 1792; † 4 март 1794)
- Алойзия Йозефа Тереза фон Йотинген-Йотинген и Йотинген-Шпилберг (* 18 април 1793; † 27 февруари 1794)